# 黒江哲郎
黒江 哲郎（くろえ てつろう、1958年（昭和33年）3月18日 - ）は、山形県出身の防衛省官僚。第31代防衛事務次官。

## 略歴
- 山形県南陽市生まれ、山形市育ち。歯科医・黒江三郎の三男。伯父、黒江太郎は「アララギ」の歌人でもあり、斎藤茂吉と親交があった[1]。
- 山形県立山形東高等学校卒[2]。
- 上級職国家公務員試験（法律）合格
- 1981年（昭和56年）3月：東京大学法学部第1類（私法コース）卒業[3]
- 1981年（昭和56年）4月：防衛庁防衛局計画官付
- 1982年（昭和57年）10月：長官官房総務課
- 1984年（昭和59年）7月：長官官房法制調査官付調整主任
- 1985年（昭和60年）4月：長官官房法規課調整主任
- 1986年（昭和61年）4月：防衛庁部員 長官官房法規課
- 1986年（昭和61年）6月：防衛局運用課研究班
- 1988年（昭和63年）6月：防衛局調査第1課調査第2班
- 1989年（平成元年）6月：防衛局調査第1課調査第2班長
- 1991年（平成3年）5月：防衛局計画官付
- 1992年（平成4年）7月：防衛局計画課計画総括班長
- 1993年（平成5年）7月：防衛局防衛政策課総括班長
- 1995年（平成7年）7月：信頼醸成・軍備管理企画室長（兼）防衛局防衛政策課
- 1995年（平成7年）8月：長官官房秘書課（秘書官事務取扱）
- 1996年（平成8年）7月：長官官房企画官（秘書官事務取扱）
- 1996年（平成8年）11月：長官官房企画官（兼）長官官房総務課
- 1997年（平成9年）12月：防衛庁部員 長官官房秘書課
- 1999年（平成11年）4月：長官官房企画官（併）内閣官房内閣内政審議室（併）中央省庁等改革推進本部事務局企画官
- 1999年（平成11年）7月：運用局運用課長
- 2001年（平成13年）5月：長官官房付（併）内閣参事官（内閣総務官室）
- 2004年（平成16年）8月：長官官房付（併）内閣官房内閣参事官（内閣官房副長官補付）
- 2006年（平成18年）8月：長官官房文書課長
- 2007年（平成19年）1月：防衛省大臣官房文書課長
- 2007年（平成19年）9月：大臣官房審議官
- 2009年（平成21年）8月：防衛政策局次長
- 2012年（平成24年）9月：運用企画局長
- 2013年（平成25年）7月：大臣官房長
- 2014年（平成26年）7月：防衛政策局長
- 2015年（平成27年）10月：防衛事務次官
- 2017年（平成29年）7月：南スーダンPKOの陸上自衛隊日報の非公表に関わったとして停職4日の懲戒処分。同日退官[4][5]。
- 2017年（平成29年）10月：国家安全保障局国家安全保障参与[6][7]
- 2018年（平成30年）1月：三井住友海上火災保険顧問[8][9]

## その他
- 情報本部の設立に際して、1988年にアメリカ国防省の情報活動や予算の仕組み、組織統合の調査を行っている[10]。

## 著書
- 『防衛事務次官 冷や汗日記 失敗だらけの役人人生』 藤田直央編、朝日新聞出版〈朝日新書〉 2022年1月、ISBN 978-4022951540